# Стобер, Лиз
Эли́забет Мэ́ри «Лиз» Сто́бер (англ. Elizabeth Mary «Liz» Stauber; 27 июня 1979, Индианаполис, Индиана, США) — американская актриса

.

## Биография
Элизабет Мэри Стобер родилась 27 июня 1979 года в Индианаполисе (штат Индиана, США) в семье администратора психического здоровья Дэна Стобера и уважаемого психотерапевта Полы Джонс, дочери гражданского лидера Вела Райдера. Пара развелась, когда Лиз и её сестра Кристин ещё были маленькими. Окончила Центральную северную школу в Индианаполисе.

## Карьера
В возрасте девяти лет Лиз получила свою первую роль маленького ребёнка в «Вельветском кролике» в Индианаполисе, затем она появилась в «Макбет» в Театре репертуара Индианы в роли мальчика, которого убивают.
Также появилась в таких пьесах, как «Чикагские цыгане» и «Убить пересмешника» в Эдивейском репертуарном театре. Она появилась в своей первой профессиональной пьесе в возрасте 15-ти лет, роль Кэролайн в «Картинки Бога Дейзи Фут», режиссёр Эндрю Цао в IRT. Местные критики похвалили её выступление, и в следующем году её взяли на роль Эми в пьесу «Маленькие женщины» в Civic Theatre.
С 1998 года также играет в кино и на телевидении, на её счету более 20-ти ролей.

## Избранная фильмография
| Год  |   | Русское название                | Оригинальное название         | Роль                     |
| ---- | - | ------------------------------- | ----------------------------- | ------------------------ |
| 1998 | ф | Не могу дождаться               | Can't Hardly Wait             | сплетница                |
| 1998 | ф | Т-Рекс: Исчезновение динозавров | T-Rex: Back to the Cretaceous | Элли Хейден              |
| 1999 | ф | Убить миссис Тингл              | Teaching Mrs. Tingle          | Труди Такер              |
| 1999 | ф | Три короля                      | Three Kings                   | Дебби Барлоу, жена Троя  |
| 2000 | ф | Почти знаменит                  | Almost Famous                 | Лесли Хэммонд            |
| 2002 | ф | Белый олеандр                   | White Oleander                | Кэроли                   |
| 2002 | с | Третья смена                    | Third Watch                   | Стейси                   |
| 2004 | ф | Таинственный лес                | The Village                   | Беатрис                  |
| 2010 | ф | Всё самое лучшее                | All Good Things               | Шэрон МакКарти           |
| 2012 | ф | Слова                           | The Words                     | Кэми Розен               |
| 2013 | с | Не навреди                      | Do No Harm                    | имя персонажа неизвестно |
| 2014 | ф | В твоих глазах                  | In Your Eyes                  | подруга на вечеринке     |
| 2014 | ф | Пока мы молоды                  | While We're Young             | сестра Кента             |